# Једини излаз (ТВ серија)
Једини излаз је српска телевизијска серија из 2021. године по сценарију Марка Поповића, у режији Дарка Николића.
Током 2021. године се емитовала на Суперстар ТВ и РТС 1.

## Синопсис
Ово је прича о дешавањима у окриљу моћне адвокатске фирме Колар и њихових јавних и тајних сарадника који су се уплели у мрежу криминала и лажи.
Шест година је прошло од погибије Саше Колара, једног од власника адвокатске канцеларије и супруга Ане Колар, у пожару клуба Једини излаз.
Непосредно после изрицања казне власнику клуба у којем је поред Саше страдало још 12 младих људи, Ана од непознатог пошиљаоца добија мејл са видео снимком у којем види свог мртвог мужа.
Посумња да је жив, а да је читава прича око његове погибије намештаљка.
Ана без размишљања креће у потрагу за њим и долази до сазнања која само потврђују њену сумњу.
Паралелно, изненадна смрт најбољег другара његове кћерке увлачи инспектора Дејана Штрпца у ланац злочина, који почиње мистериозним нестанком младе адвокатице пре 6 година.
Док све ради против њих, двоје јунака започињу заједничку потрагу за истином, која их суочава са мрежом лажи, уцена и убистава али и мрачним тајнама из сопствене прошлости.
Једини излаз је прва српска аутентична хичкоковска трилер серија која гледаоца држи у неизвесности до краја: до краја се успешно и непредвидљиво поиграва са познатим крими стандардом по којем су сви осумњичени, а кривац је онај у кога најмање сумњамо.
У овој причи не трагамо за кривцем, већ ко је најмање крив!

## Улоге

### Главне
- Анђелка Прпић као Ана Колар
- Љубомир Бандовић као инспектор Дејан Штрбац

### Епизодне
| Глумац                  | Улога                        |
| ----------------------- | ---------------------------- |
| Даница Максимовић       | Сузана Колар                 |
| Милан Чучиловић         | Драган Божовић               |
| Милена Предић           | Маша Колар                   |
| Никола Ристановски      | Виктор Колар                 |
| Радослав Миленковић     | Воја Тошић                   |
| Милош Влалукин          | Жељко Бокан                  |
| Јанко Поповић Воларић   | Саша Колар                   |
| Тони Михајловски        | начелник Кузманчевић         |
| Соња Колачарић          | Милица Драгин                |
| Јово Максић             | ожалошћени отац Ненад        |
| Борис Комненић          | проф. Соколовић              |
| Андрија Бошковић        | Лука Колар                   |
| Слободан Бештић         | доктор Угљешић               |
| Дејан Тончић            | Срђан Стефановић "Цане"      |
| Александра Јанковић     | шанкерица у кафани           |
| Нела Михаиловић         | Ружица Штрбац                |
| Ана Мандић              | Тамара Штрбац                |
| Анастасија Мандић       | сестра Снежана               |
| Маринко Прга            | Тони                         |
| Нивес Иванковић         | рецепционерка у Сплиту       |
| Јоаким Тасић            | Ђорђе Радовић                |
| Вукашин Јовановић       | Андреј Матић                 |
| Кристина Јовановић      | Наташа Врањеш                |
| Дамјан Кецојевић        | инспектор                    |
| Небојша Миловановић     | Микац                        |
| Душанка Стојановић Глид | тетка Андреја Матића         |
| Јована Стипић           | Анина мајка                  |
| Владимир Алексић        | Анин отац                    |
| Вања Ејдус              | Праки                        |
| Марко Јањић             | Иван                         |
| Клара Хрвановић         | Ана Драгин, 7 година         |
| Катарина Томановић      | Милица Драгин, 12 година     |
| Вања Јовановић          | Машин асистент               |
| Марта Костић            | Тамара Штрбац, 10 година     |
| Марко Гверо             | старешина куће Сунца         |
| Јелена Тјапкин          | Анина колегиница             |
| Ваја Дујовић            | Лукина наставница            |
| Зоран Ћосић             | директор школе               |
| Бојан Димитријевић      | отац Димитрија Берића        |
| Јелена Ступљанин        | мајка Димитрија Берића       |
| Даница Радуловић        | психолошкиња у школи         |
| Срђан Милетић           | директор полиције            |
| Милорад Капор           | Милан Врањеш                 |
| Маја Лукић              | Миланова жена                |
| Милица Јевтић           | жена Воје Тошића             |
| Нина Граховац           | управница Весна              |
| Данијела Врањеш         | Јована из породице Сунца     |
| Бојана Ковачевић        | судија                       |
| Стипе Радоја            | Дарио                        |
| Винко Радовани          | рецепционер у Сплиту         |
| Ђурђина Радић           | сестра                       |
| Оља Хрустић             | Катарина Сандић              |
| Владица Чулић           | Соња                         |
| Слађана Павловић        | Соњина мајка                 |
| Слободан Тешић          | Соњин отац                   |
| Дубравко Јовановић      | поп Јован                    |
| Лазар Ђукић             | Пракин асистент              |
| Филип Бегановић         | Сузанин телохранитељ         |
| Јован Влаовић           | Сузанин телохранитељ         |
| Стефан Вукић            | Игор МТС                     |
| Марко Јоцић             | шанкер у кафани              |
| Зоран Крњајић           | Цанетов адвокат              |
| Петар Уцхрин            | јавни тужилац                |
| Душан Секулић           | Микчев асистент              |
| Данијела Банић          | шалтерска службеница у банци |
| Оливера Викторовић      | председник адвокатске коморе |
| Владан Јаковљевић       | министар унутрашњих послова  |
| Синиша Ђорђевић         | заменик начелника БИА        |
| Еди Ђорђевић            | генерал полиције             |
| Милан Мијушковић        | судија Врховног суда         |
| Маја Колунџија          | лаборанткиња                 |
| Љиљана Радун            | дежурна сестра               |
| Лена Стјепановић        | девојчица из Звечанске       |
| Мома Чолаковић          | Лука, 5 година               |
| Вук Вујић               | Димитрије Берић              |
| Јован Јагодник          | Викторов син                 |
| Исидора Живановић       | Викторова ћерка              |
| Роберт Хупко            | ходач по ватри               |
| Арно Хамберт            | Француз                      |
| Теодора Орестијевић     | Американка                   |
| Дарко Николић           | Алжирац у Сплиту             |
| Милош Ивановић          | таксиста у Сплиту            |
| Цезар Гарсија           | таксиста у Београду          |
| Боривоје Грнчаровски    | Гокси снајпер                |
| Анђела Мандић           | проститутка                  |
| Ђоко Војновић           | Војин Колар                  |
| Милош Војновић          | кловн                        |
| Марко Вујић             | новинар                      |
| Предраг Катанић         | новинар                      |
| Бисерка Стојановић      | новинар                      |

## Епизоде
| Сезона | Сезона | Епизоде | Епизоде | Оригинално емитовање | Оригинално емитовање |
| Сезона | Сезона | Епизоде | Епизоде | Премијера            | Финале               |
| ------ | ------ | ------- | ------- | -------------------- | -------------------- |
|        | 1.     | 10      | 10      | 17. април 2021.      | 16. мај 2021.        |